# ادوارد بی. راست جونیور
ادوارد بی. راست جونیور (به انگلیسی: Edward Barry Rust Jr) (زاده ۱۹۵۱) کارآفرین، بانکدار و مدیر ارشد اجرایی آمریکایی است، که در حال حاضر به‌عنوان مدیر عامل اجرایی شرکت خدمات مالی استیت فارم فعالیت می‌کند. وی عضو هیئت مدیره شرکت مک‌گرا-هیل نیز می‌باشد.